# Boussy (Haute-Savoie)
Boussy település Franciaországban, Haute-Savoie megyében. Lakosainak száma 511 fő (2022. január 1.). Boussy Marcellaz-Albanais, Marigny-Saint-Marcel, Rumilly, Saint-Sylvestre és Sales községekkel határos.

## Népesség
A település népességének változása:
| Lakosok száma | 502  | 499  | 514  | 505  | 508  | 506  | 512  | 512  | 511  |
|               | 2013 | 2015 | 2016 | 2017 | 2018 | 2019 | 2020 | 2021 | 2022 |